# Токоприёмник для контактного рельса
Токоприёмник для контактного рельса предназначен для осуществления подвижной электрической связи между третьим контактным рельсом и электрическим оборудованием вагона. Токоприёмники для контактного рельса в основном применяются на метрополитенах. Существуют три вида таких токоприёмников: для верхнего, бокового и нижнего токосъёмов.

## Токоприёмник нижнего токосъёма
При нижнем токосъёме токоприёмник, постоянно подтягиваемый пружинами вверх, скользит по нижней стороне контактного рельса, расположенного сбоку от ходовых рельсов. Такой тип токосъёма повышает электробезопасность объектов метрополитена, так как верхняя и боковые части контактного рельса закрываются специальным коробом, защищающим пассажиров и персонал метрополитена от возможных несчастных случаев.

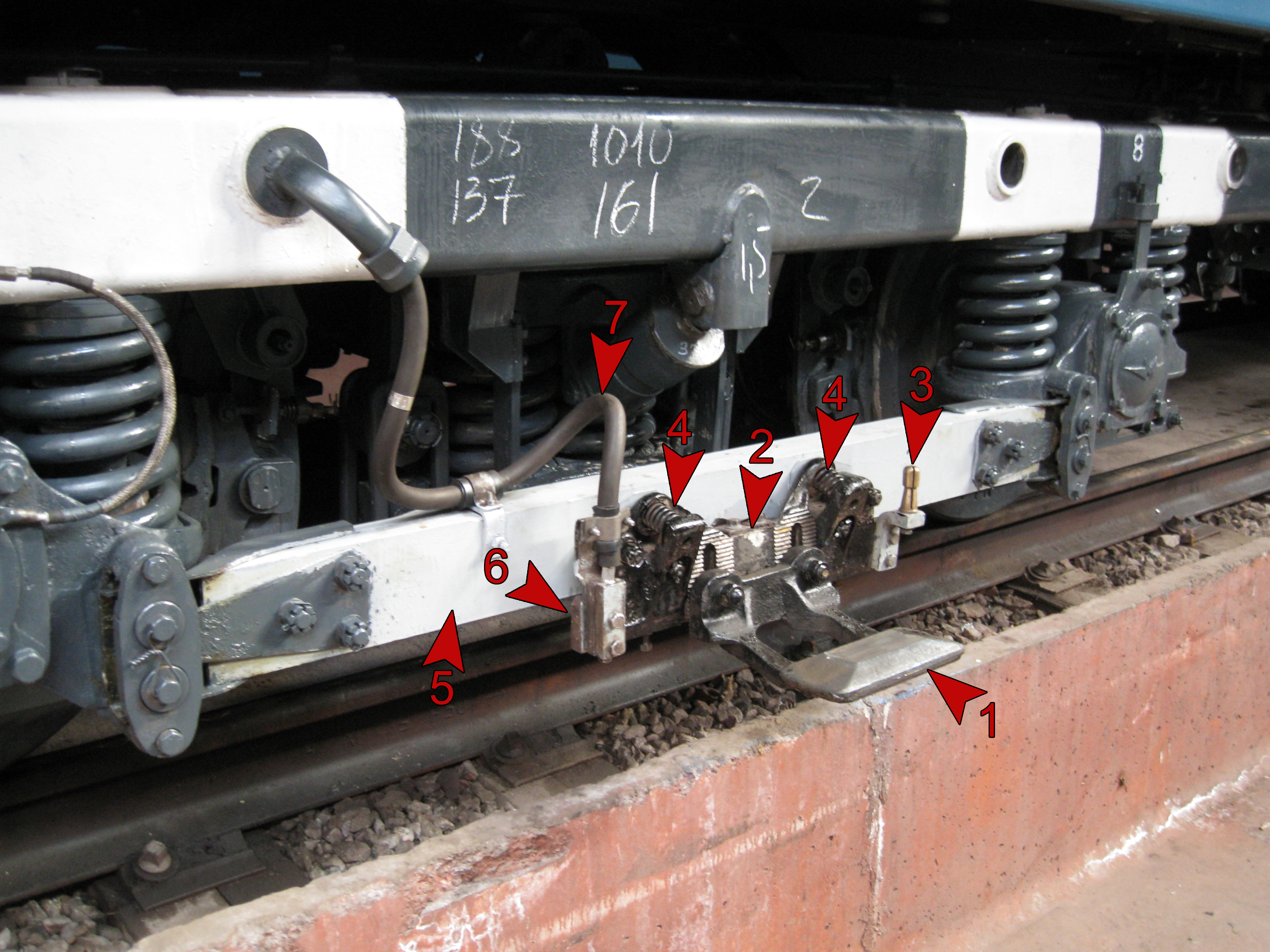
Токоприёмник, смонтированный на колёсной тележке вагона метрополитена
1 — токоснимающий башмак, 2 — держатель башмака, 3 — контактная вилка, 4 — цилиндрические пружины, 5 — деревянный брус, 6 — зажим силового провода, 7 — силовой провод

Токоприёмник состоит из левого и правого стальных литых кронштейнов, между которыми находится держатель башмака (2), токоснимающего башмака (1), скользящего по поверхности третьего контактного рельса, контактной вилки (3), двух цилиндрических пружин (4), осуществляющих нажатие на башмак. Также в состав токоприёмника входят шунты и ось, на которую крепится держатель башмака, обеспечивающая подвижность башмака. Токоприёмник монтируется на деревянном брусе (5), закреплённом на колёсной тележке вагона. Брус, пропитанный изоляционным маслом, служит в качестве изолятора.
Башмак и держатель также как и кронштейны отлиты из стали. Поверхность соприкосновения держателя с башмаком гребенчатая, что позволяет регулировать высоту установки башмака, что необходимо вследствие износа либо башмака, либо бандажей колёсных пар.
В случае сильного удара башмака о посторонний предмет произойдёт его излом в месте ослабленного сечения, что позволит избежать разрушения всей конструкции токоприёмника.

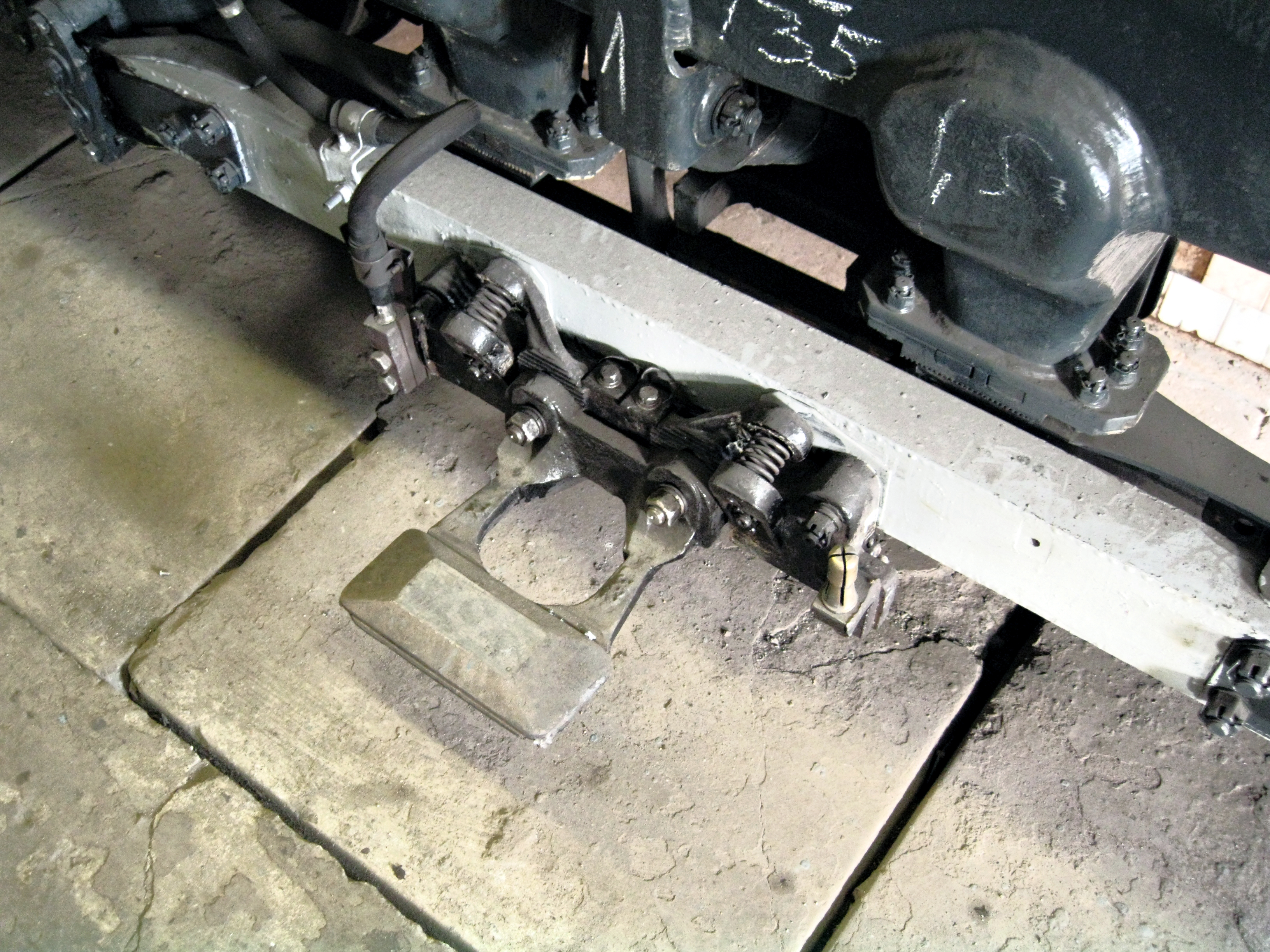
Боковые скосы на башмаке токоприёмника

На башмак наваривают стальную контактную пластину. Кроме того, башмак имеет боковые скосы, обеспечивающие плавность входа токоприёмника под контактный рельс.
Пружины, расположенные в верхней части токоприёмника, работают на сжатие, заставляя держатель с башмаком повернуться так, чтобы башмак занял наивысшее положение. При движении на линии с помощью этих пружин создаётся контактное нажатие башмака на контактный рельс, которое зависит от усилия пружин и от положения башмака на держателе.
Недостаточное нажатие приводит к нарушению контакта и образованию электрической дуги при токосъёме, влекущей за собой недопустимый нагрев, оплавление и разрушение контактных частей. С другой стороны, чрезмерное нажатие вызывает повышенный износ башмака и контактного рельса, а также может привести к поломке деталей токоприёмника. Для обеспечения надёжного безыскрового токосъёма контактное нажатие должно находиться в определённых пределах и по возможности быть постоянным независимо от скорости движения вагона и от атмосферных условий.
Всего же башмак токоприёмника имеет три положения: крайнее верхнее, рабочее горизонтальное (при работе на линии) и крайнее нижнее, необходимое для осуществления разрыва цепи между контактным рельсом и башмаком токоприёмника. Для фиксации башмака в отжатом положении используется специальный штифт, который вставляется в левый кронштейн токоприёмника.

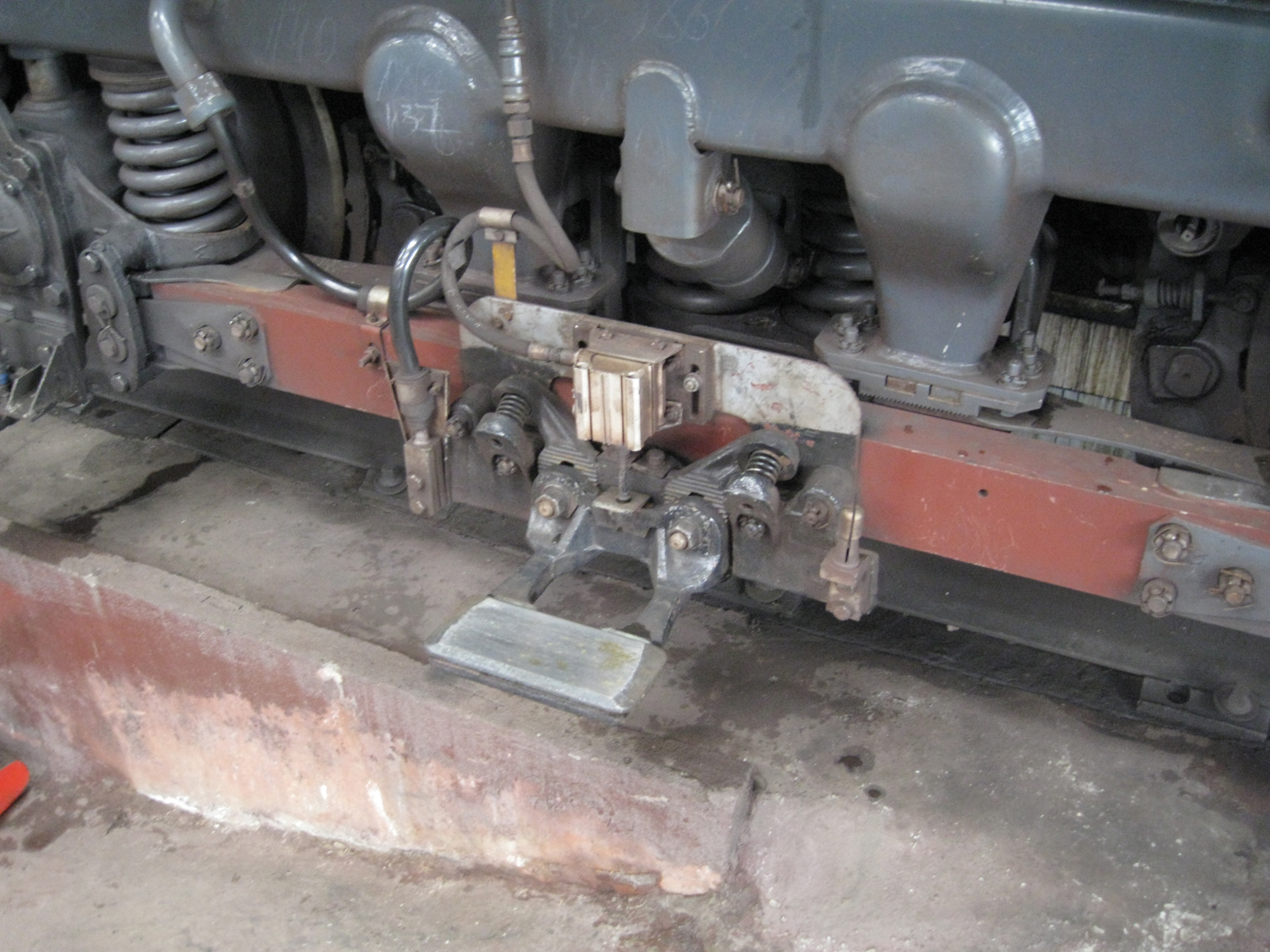
Пневматическое устройство отжатия башмака токоприёмника

Для подачи высокого напряжения на вагон, когда он находится в депо, используют контактную вилку, расположенную на правом кронштейне токоприёмника, на левом кронштейне расположен зажим для крепления силового провода. В целях обеспечения безопасности персонала, проводящего наладочные или иные работы вблизи или на составе, находящемся под напряжением, на токоприёмники надеваются специальные кожухи, изготовленные из пластика, окрашенные в красный цвет и имеющие специальный знак «Высокое напряжение».
Для того, чтобы предотвратить прохождение тока через шарнирные соединения токоприёмника и их повреждение, держатель соединён с кронштейнами с помощью гибких медных шунтов. Ток от башмака поступает на держатель, шунты, стальную пластину, соединяющую кронштейны, и затем через зажим силового провода на силовой провод, который идёт в силовую коробку вагона.
Токоприёмники современных вагонов оборудуются специальными пневматическими приспособлениями, позволяющими машинисту, находясь в кабине, отжимать башмак токоприёмника.
Каждый вагон оборудован четырьмя токоприёмниками, которые расположены с обеих сторон колёсных тележек вагона.

## Токоприёмники верхнего и бокового токосъёма

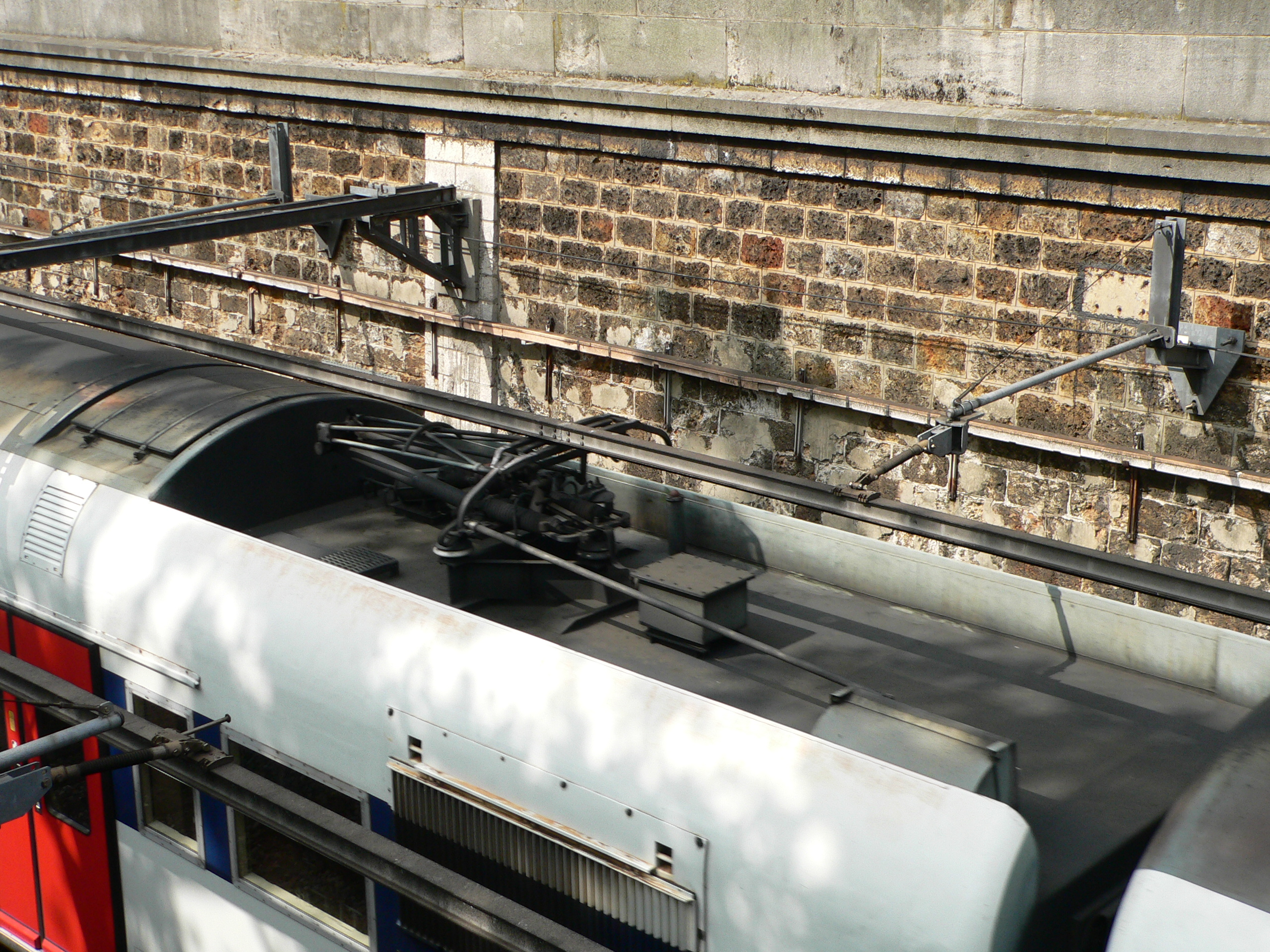
Токоприёмник на крыше вагона в виде полупантографа и верхние контакные рельсы

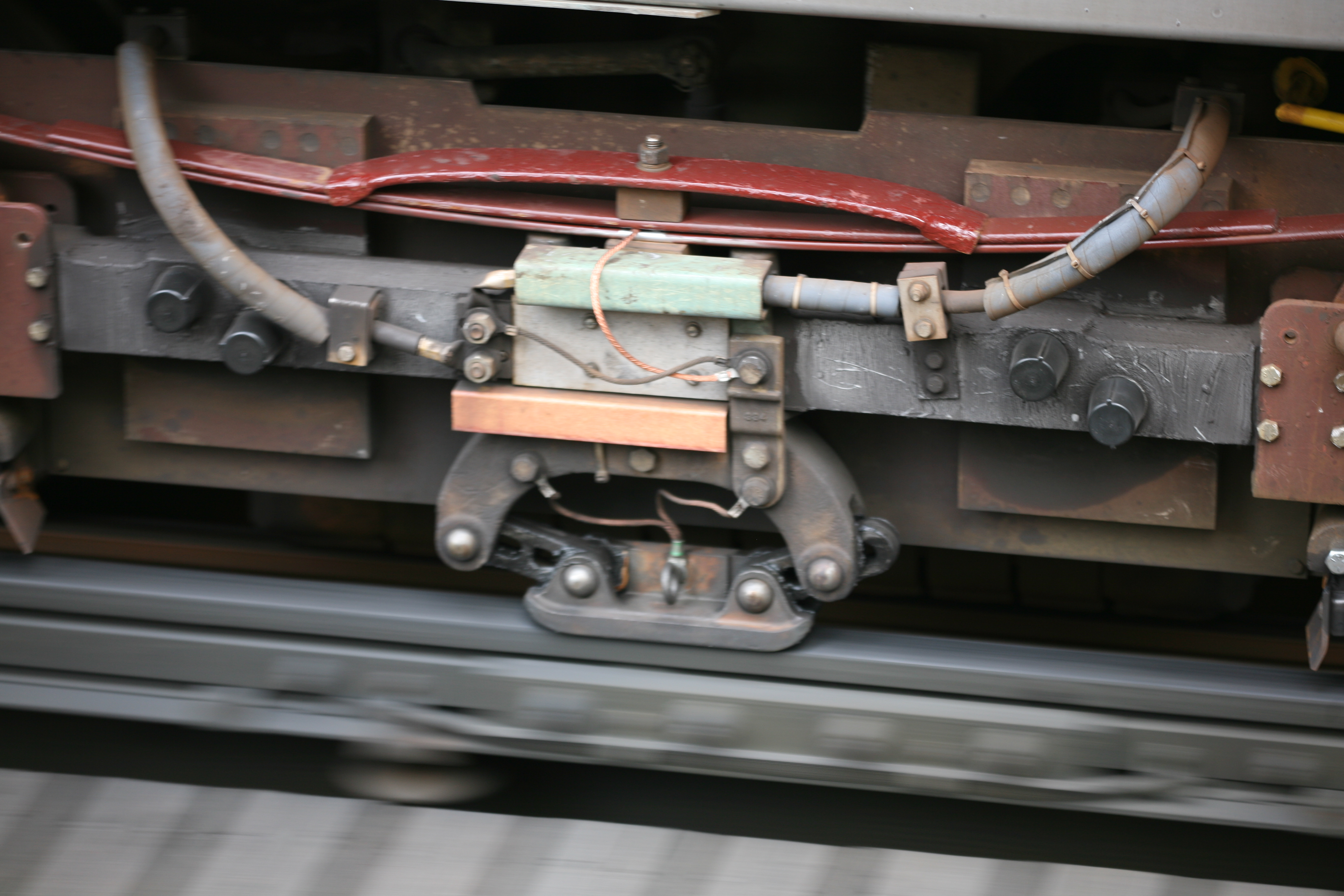
токоприёмник верхнего токосъёма

При верхнем токосъёме башмак токоприёмника прижимается к контактному рельсу, расположенному рядом с ходовыми рельсами, сверху. Данный тип токосъёма представляет повышенную опасность для окружающих, так как контактный рельс не защищён никакими специальными коробами.
Конструкции токоприёмников верхнего и бокового токосъёмов идентичны токоприёмникам нижнего токосъёма — их основными частями являются держатель и башмак токоприёмника, зажимы силовых проводов и брус.